# Chlewiska (Mazovie)
Pour les articles homonymes, voir Chlewiska.
Chlewiska [xlɛˈviska] est un village polonais de la gmina de Chlewiska, du powiat de Szydłowiec et dans la voïvodie de Mazovie.
Il est le siège administratif de la gmina de Chlewiska et comptait 1 089 habitants en 2008.
Il est situé à environ 7 kilomètres à l'ouest de Szydłowiec et à 110 kilomètres au sud de Varsovie.